# Abantiades latipennis
Abantiades latipennis é uma espécie de mariposa da família Hepialidae. Pode ser chamada em inglês de swift moth ou ghost moth, termos comuns associados à família Hepialidae. Endêmica da Austrália, foi identificada em 1932 e é mais comum em florestas temperadas onde predominam eucaliptos, pois suas larvas se alimentam principalmente das raízes dessas árvores. As fêmeas depositam ovos durante o voo, espalhando-os de forma dispersa. As larvas vivem por mais de 18 meses no subsolo, enquanto as mariposas adultas sobrevivem por cerca de uma semana, pois não possuem peças bucais para se alimentar. As mariposas são predadas por diversos animais, incluindo morcegos e corujas. De coloração geral marrom, os machos são mais claros, com barras prateadas nas asas mais evidentes do que nas fêmeas, que possuem margens escuras. Os machos adultos são geralmente menores.
Práticas estabelecidas de corte raso favorecem Abantiades latipennis, o que pode levar à sua classificação como praga devido à proliferação oportunista da espécie. Os danos causados às árvores de que se alimenta podem ser considerados significativos.

## Taxonomia e nomenclatura
Abantiades latipennis é uma das quatorze espécies identificadas no gênero Abantiades [en], todas encontradas exclusivamente na Austrália. A espécie foi descrita em 1932 por Norman Tindale [en], entomologista e antropólogo australiano. Tindale descreveu a espécie com seu nome atual, mas não forneceu a etimologia para o epíteto específico latipennis. A descrição da espécie foi baseada em espécimes de Lorne (incluindo o macho holótipo e a fêmea alótipo), Pomonal e Mount Mistake (no Parque Estadual Langi Ghiran), Victoria, e de Zeehan, Eaglehawk Neck [en] e Launceston, Tasmânia.
Como membro da família Hepialidae, A. latipennis é considerada filogeneticamente primitiva, apresentando características indicativas de um desenvolvimento evolutivo mais antigo. O jugo nas asas anteriores dos adultos é um mecanismo arcaico de acoplamento alar; outras características primitivas incluem, nos adultos, a ausência de peças bucais, grande espaçamento entre as asas anteriores e posteriores e a configuração dos órgãos genitais femininos.

## Distribuição e habitat
A. latipennis é endêmica da região da Australásia, mais especificamente habitando Nova Gales do Sul, Tasmânia, Victoria e o Território da Capital Australiana. Como outras espécies de Abantiades, o habitat da mariposa é a floresta temperada, tanto floresta primária quanto floresta secundária. Durante a fase larval, a mariposa se alimenta das raízes de árvores, e sua prosperidade tem impacto econômico na indústria madeireira.

## Ciclo de vida e comportamento
As fêmeas de A. latipennis depositam seus ovos espalhando-os durante o voo, liberando até 10.000 ovos de uma vez. As larvas eclodem na serrapilheira do solo florestal e começam a cavar túneis em busca de raízes hospedeiras adequadas. O número de estágios larvais e a duração da fase larval ainda são desconhecidos, mas observações de campo sugerem que a fase larval dura mais de 18 meses.

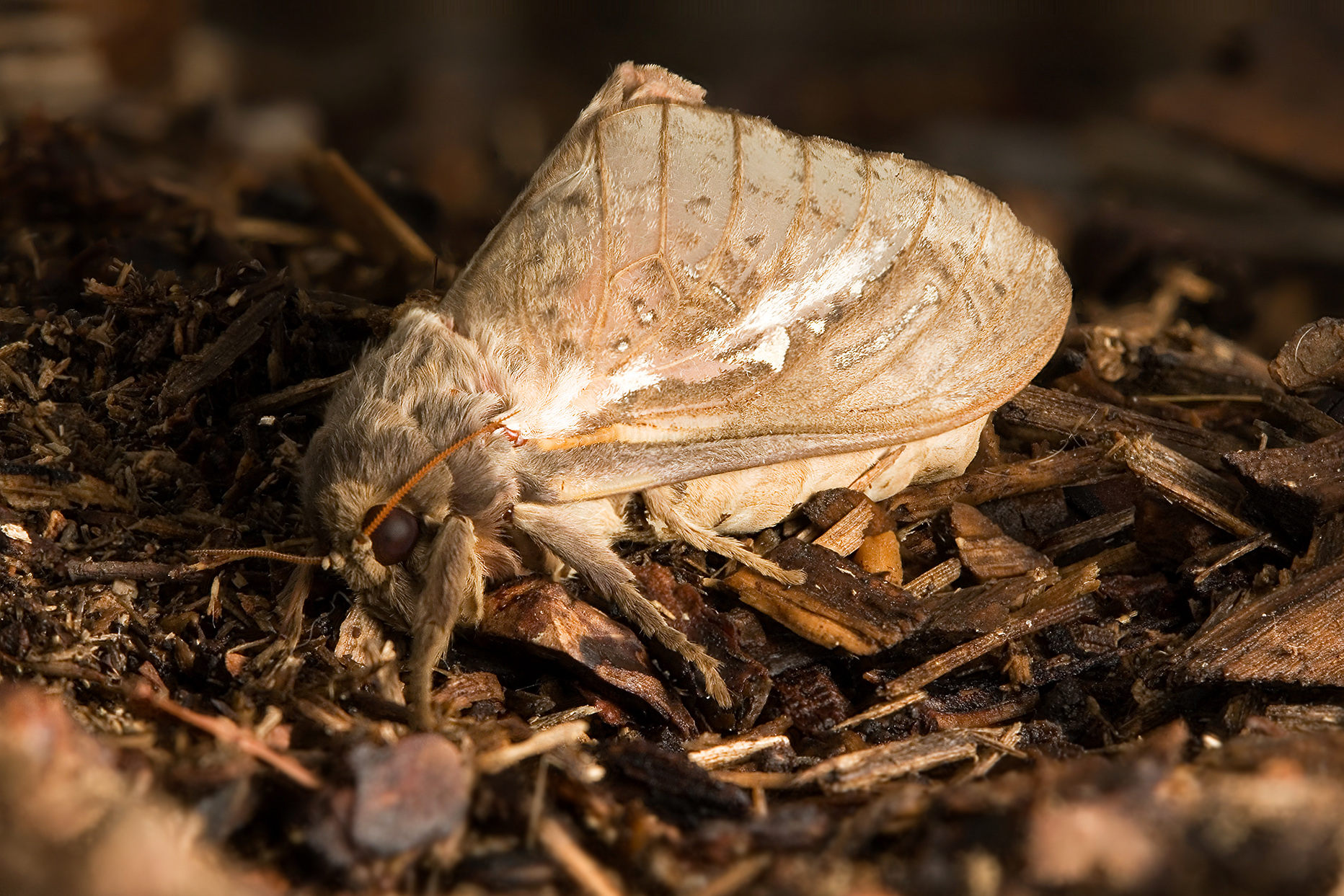
Uma mariposa adulta Abantiades latipennis, possivelmente fêmea, fotografada em en, Tasmânia

As larvas fitófagas de A. latipennis se alimentam principalmente dos sistemas radiculares de duas espécies de árvores, Eucalyptus obliqua [en] e Eucalyptus regnans. Ambas as espécies estão presentes em florestas primárias e são dominantes em florestas de regeneração, contribuindo para o sucesso da mariposa em seu habitat. As lagartas formam túneis simples e verticais, revestidos de seda, e permanecem subterrâneas antes e durante a pupação, emergindo para a metamorfose. As entradas dos túneis, com 6 a 10 milímetros de diâmetro, são cobertas com teias de seda e serrapilheira, e podem ter até 60 cm de profundidade, embora geralmente variem entre 12 e 35 cm.
Ao mastigar as raízes primárias e laterais das árvores, as lagartas se alimentam do câmbio vascular produzido pela árvore no local da lesão. As larvas podem realizar o anelamento de uma raiz, causando sua morte, ou as lesões podem ser parciais, permitindo que a raiz continue funcionando, embora com alguma deformidade.
O habitat subterrâneo das larvas geralmente oferece proteção contra predadores, mas as larvas são ocasionalmente parasitadas por moscas da família Tachinidae. As larvas parasitoides da mosca Rutilotrixa diversa, geralmente hospedadas por escaravelhos, foram encontradas infectando A. latipennis.
As mariposas adultas de A. latipennis são crepusculares, e os machos são fortemente atraídos por luzes, formando leks ao entardecer, especialmente após chuvas no outono e no final do verão. As fêmeas usam feromônios para atrair machos para o acasalamento. Como espécie primitiva, os adultos não possuem peças bucais e, portanto, não podem se alimentar. Sua vida alada é curta, durando aproximadamente uma semana, salvo predação. A predação é comum por morcegos, corujas e gambás, embora outros animais, de aranhas a gatos, ocasionalmente os consumam, contribuindo para a breve vida das mariposas que sofreram metamorfose.

## Ecologia
Um estudo sobre o impacto do corte raso na biodiversidade no Vale Weld [en], Tasmânia, revelou que A. latipennis foi uma das poucas espécies que prosperaram em florestas de regeneração previamente cortadas. Um estudo anterior, conduzido em outras regiões do sul da Tasmânia, examinou a relação entre a mariposa e Eucalyptus regnans e E. obliqua e chegou à mesma conclusão. O hábito de cavar túneis e se alimentar das raízes dessas duas espécies de eucalipto é amplamente responsável pela abundância da mariposa em florestas cortadas, já que essas árvores são típicas da regeneração de áreas desmatadas. Esse sucesso também pode ser parcialmente devido à independência das lagartas em relação à vegetação em decomposição, uma característica do gênero Abantiades e diferente de outros gêneros da Tasmânia, como Eudonia e Barea [en], que não se adaptaram bem a florestas cortadas.
As copas dos eucaliptos infectados por A. latipennis não apresentaram indícios consistentes de distúrbios radiculares, com a maioria das árvores estudadas parecendo saudáveis e de tamanho médio para florestas secundárias. E. regnans e E. obliqua demonstraram crescimento lento em povoamentos de regeneração, mas essa tendência foi atribuída à competição significativa entre raízes e copas. Algumas árvores apresentaram clorose (amarelamento das folhas, causado pela redução de clorofila), mas isso não foi um indicador confiável de infestação radicular e pode resultar de outras influências. Práticas bem estabelecidas de corte raso na Tasmânia podem intensificar o favorecimento dessa espécie, e sua proliferação pode levar a danos extensos aos eucaliptos e preocupações com pragas, embora o impacto potencial dessa ameaça ainda não esteja determinado.
As lesões nas raízes causadas pela alimentação das larvas criam locais ideais para o estabelecimento de fungos causadores de podridão radicular, após as larvas deixarem o sistema radicular para pupação. Áreas nas raízes com danos prévios de alimentação apresentaram florescimento de espécies de Armillaria nas lesões. Em casos mais raros, o patógeno Perenniporia medulla-panis [en] também foi encontrado atacando as raízes nos locais danificados. Outros casos de deterioração e descoloração foram observados, mas atribuídos a microrganismos não identificados.

## Morfologia e identificação
As larvas de A. latipennis variam em tamanho e cor durante o crescimento, mas podem ser agrupadas em pequenas e grandes. As lagartas pequenas têm geralmente 12 mm de comprimento e são de cor cinza-leitosa, com uma cápsula cefálica marrom clara de cerca de 3 mm de largura. As lagartas grandes podem ser cinza-leitosas ou verde-acastanhadas escuras, com 60 a 90 mm de comprimento e uma cápsula cefálica marrom de 6 a 9 mm de largura.
As fêmeas são maiores que os machos, com a envergadura alar do macho adulto de aproximadamente 80 mm. Um espécime fêmea coletado em 1979 tinha uma envergadura de 108 mm, mas Tindale registrou envergaduras femininas de até 150 mm em 1932. As asas anteriores de machos e fêmeas apresentam barras branco-prateadas, embora as barras das asas dos machos sejam mais proeminentes e com margens escuras. A cor do corpo da fêmea é geralmente um marrom mais escuro que o marrom claro do macho, conforme observado por Tindale, embora uma fêmea cinza-marrom tenha sido coletada em 1979.
As mariposas da família Hepialidae possuem antenas curtas e pectinadas e, de maneira incomum para a ordem Lepidoptera, não têm uma probóscide funcional ou retináculo, sendo, portanto, não alimentantes. As mariposas apresentam várias outras características morfológicas consideradas filogeneticamente primitivas. O espaço entre as asas anteriores e posteriores é distinto, e as asas são cobertas por pelos. Na base da asa anterior, há um jugo, um pequeno lobo que une as asas anteriores e posteriores durante o voo. Nas fêmeas, a configuração dos órgãos genitais é caracterizada por uma ranhura externa ao longo da qual os espermatóforos são transferidos após o acasalamento, da abertura copulatória para o oviporo [en] para fertilização.